# Testata di gondola

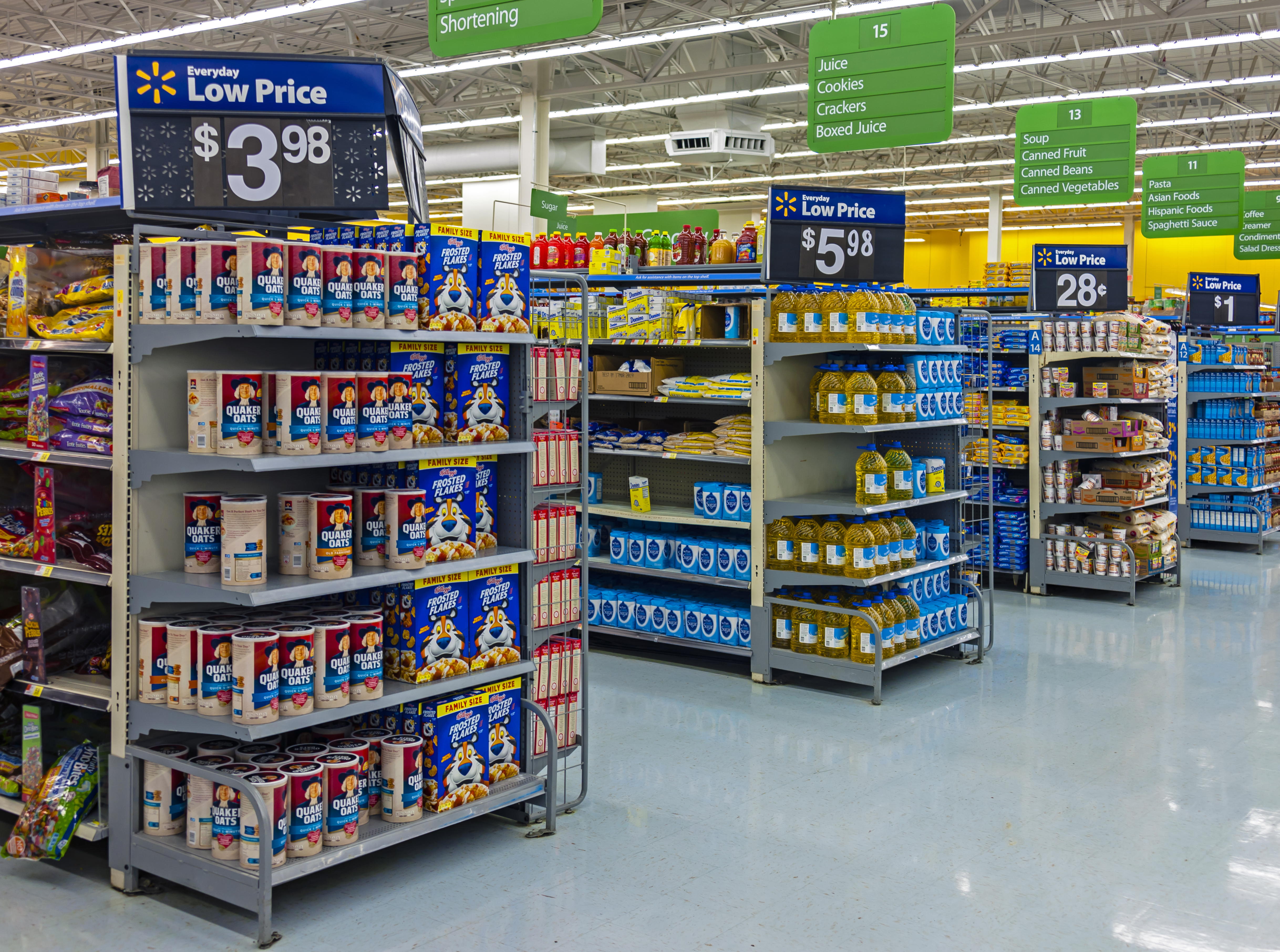
Un esempio della testata di gondola in un Wal-Mart negli USA

La testata di gondola è lo spazio espositivo situato all'estremità di una corsia di vendita di una catena della grande distribuzione organizzata.
Essa può essere legata sia a un singolo prodotto, o marca, oppure essere usata come spazio espositivo atto a favorire, per la posizione strategica, l'acquisto d'impulso, o a spingere l'acquisto di prodotti in promozione.
Studi sulla movimentazione all'interno dei supermercati hanno evidenziato che i consumatori sostano più a lungo alla fine delle corsie, e tali posizioni garantiscono una maggiore visibilità dei prodotti su di essa posti.